# Championnat de Malaisie de football 2003
Navigation
Saison 2002 Saison 2004
La saison 2003 du Championnat de Malaisie de football est la vingt-deuxième édition de la première division en Malaisie. Le championnat n'est en fait qu'une phase qualificative pour une compétition plus prestigieuse, la Coupe de Malaisie. Les quatorze meilleurs clubs engagés affrontent deux fois leurs adversaires, à domicile et à l'extérieur et seuls les douze premiers se qualifient pour la phase finale de la Coupe de Malaisie, disputée sous forme de matchs à élimination directe. En fin de saison, pour permettre la mise en place d'un championnat à huit clubs, les quatre derniers du classement sont relégués tandis que les clubs classés entre la 7e et la 10e place se disputent les deux places restantes lors d'un barrage, en compagnie des quatre premiers de deuxième division.
C'est le club de Perak FA, tenant du titre, qui termine à nouveau en tête du classement et qui remporte donc le titre officiel de champion de Malaisie. C'est le deuxième titre de champion de l'histoire du club, qui est le premier depuis Selangor FA en 1989-1990 à conserver son trophée.
Pour une raison inconnue, le club de NS Chempaka n'est pas autorisé à participer à la compétition cette saison.

## Les clubs participants
| - Kelantan FA - Pahang FA - Kedah FA - Promu de D2 - Penang FA - Melaka FA - Johor FC - NS Chempaka | - Sarawak FA - Melaka Telekom - Promu de D2 - Perak FA - Selangor FA - Terengganu FA - Perlis FA - Sabah FA |

## Compétition
Le barème de points servant à établir le classement se décompose ainsi :
- Victoire : 3 points
- Match nul : 1 point
- Défaite : 0 point

### Classement
| Rang | Équipe            | Pts | J  | G  | N  | P  | Bp | Bc | Diff |
| ---- | ----------------- | --- | -- | -- | -- | -- | -- | -- | ---- |
| 1    | Perak FAT         | 47  | 24 | 13 | 8  | 3  | 38 | 22 | +16  |
| 2    | Kedah FAP         | 45  | 24 | 13 | 6  | 5  | 43 | 17 | +26  |
| 3    | Perlis FA         | 45  | 24 | 13 | 6  | 5  | 40 | 23 | +17  |
| 4    | Sabah FA          | 38  | 24 | 10 | 8  | 6  | 34 | 22 | +12  |
| 5    | Pahang FA         | 36  | 24 | 10 | 6  | 8  | 38 | 33 | +5   |
| 6    | Penang FA         | 36  | 24 | 11 | 3  | 10 | 29 | 28 | +1   |
| 7    | Johor FC          | 34  | 24 | 10 | 4  | 10 | 42 | 32 | +10  |
| 8    | Sarawak FA        | 34  | 24 | 9  | 7  | 8  | 47 | 42 | +5   |
| 9    | Melaka TelekomP   | 32  | 24 | 7  | 11 | 6  | 32 | 34 | -2   |
| 10   | Kelantan FA       | 28  | 24 | 7  | 7  | 10 | 31 | 52 | -21  |
| 11   | Melaka FA         | 20  | 24 | 5  | 5  | 14 | 24 | 53 | -29  |
| 12   | Selangor FA       | 18  | 24 | 4  | 6  | 14 | 32 | 44 | -12  |
| 13   | Terengganu FA     | 15  | 24 | 4  | 3  | 17 | 24 | 52 | -28  |
| 14   | NS Chempaka exclu |     |    |    |    |    |    |    |      |

|  | Qualification pour la Coupe de l'AFC 2004                                                                 |
|  | participation au barrage de promotion-relégation                                                          |
|  | Relégation en deuxième division                                                                           |
|  | T : Tenant du titre C : Vainqueur de la Coupe de la Fédération de Malaisie P : Promu de deuxième division |

### Barrage de promotion-relégation
Les clubs classés entre la 7e et la 10e place retrouvent les quatre premiers de deuxième division. Les huit formations disputent des rencontres à élimination directe sur deux tours, les clubs vainqueurs des duels du deuxième tour se maintiennent ou accèdent à l'élite.
Premier tour :
| Équipe 1            | Résultat      | Équipe 2                | Aller | Retour |
| ------------------- | ------------- | ----------------------- | ----- | ------ |
| Selangor MPPJ (D2)  | 6 - 5         | (D2) Negeri Sembilan FA | 4 - 1 | 2 - 4  |
| Public Bank FC (D2) | 6 - 4         | (D2) Johor FA           | 3 - 1 | 3 - 3  |
| Sarawak FA          | 4 - 1         | Melaka Telekom          | 3 - 1 | 1 - 0  |
| Johor FC            | 1 - 1 4-2 tab | Kelantan FA             | 1 - 0 | 0 - 1  |

Deuxième tour :
| Équipe 1            | Résultat      | Équipe 2   | Aller | Retour |
| ------------------- | ------------- | ---------- | ----- | ------ |
| Selangor MPPJ (D2)  | 4 - 5         | Sarawak FA | 3 - 2 | 1 - 3  |
| Public Bank FC (D2) | 3 - 3 5-4 tab | Johor FC   | 1 - 2 | 2 - 1  |

## Bilan de la saison
| Championnat de Malaisie de football 2003           |                         |
| Champion                                           | Perak FA (2e titre)     |
| Coupes et trophées                                 |                         |
| Vainqueur de la Coupe de la Fédération de Malaisie | Negeri Sembilan FA (D2) |
| Qualifications continentales                       |                         |
| Coupe de l'AFC 2004                                | Perak FA                |
| Coupe de l'AFC 2004                                | Negeri Sembilan FA      |
| Promotions et relégations                          |                         |
| Promus en Premier 1 League                         | Public Bank FC          |
| Relégués en Premier 2 League                       | Johor FC                |
| Relégués en Premier 2 League                       | Melaka Telekom          |
| Relégués en Premier 2 League                       | Kelantan FA             |
| Relégués en Premier 2 League                       | Selangor FA             |
| Relégués en Premier 2 League                       | Terengganu FA           |
| Relégués en Premier 2 League                       | Melaka FA               |
| Relégués en Premier 2 League                       | NS Chempaka             |